# Pīr Aḩmad Kandī
Pīr Aḩmad Kandī (persiska: پير اَهمَد كَندی, پیر احمد کندی) är en ort i Iran.   Den ligger i provinsen Västazarbaijan, i den nordvästra delen av landet, 800 km nordväst om huvudstaden Teheran. Pīr Aḩmad Kandī ligger 2 257 meter över havet och antalet invånare är 200.
Terrängen runt Pīr Aḩmad Kandī är kuperad. Runt Pīr Aḩmad Kandī är det ganska glesbefolkat, med 39 invånare per kvadratkilometer. Närmaste större samhälle är Badūlī, 12,0 km öster om Pīr Aḩmad Kandī. Trakten runt Pīr Aḩmad Kandī består i huvudsak av gräsmarker.